# Прибережні затоплювані савани Замбезії
Прибережні затоплювані савани Замбезії (ідентифікатор WWF: AT0906) — афротропічний екорегіон затоплюваних луків і саван, розташований в Мозамбіку.

## Географія
Екорегіон прибережних затоплюваних саван Замбезії охоплює заплави і дельти річок Замбезі, Пунгве, Бузі та Саве, що впадають в Індійський океан на сході центрального Мозамбіку. Найбільшою частиною регіону є дельта Замбезі, яка простягається приблизно на 200 км уздовж океанічного узбережжя та на 120 км вглиб суходолу. На південь від неї розташовані дельти Бузі та Пунгве, загальна площа яких становить близько 4500 км². Найпівденніша та найменша частина екорегіону включає заплавні савани у гирлі річки Саве.
Водно-болотні угіддя та заплавні луки екорегіону охоплюють низовини, розташовані на висоті до 50 м над рівнем моря. З геологічної точки зору основу регіону складають крейдові та четвертинні річкові осадові породи, перекриті зверху шаром алювіальних та заплавних флювісолів. Між затоплюваними саванами та узбережжям Індійського океану, серед солоної або солонуватої води ростуть східноафриканські мангри. Прибережні ліси та рідколісся Південного Суахілі охоплюють прибережні височини, що примикають до затоплюваних саван, а в глибині континенту затоплювані савани регіону переходять у мопанові рідколісся Замбезії.

## Клімат
В межах регіону переважає саванний клімат (Aw за класифікацією кліматів Кеппена). Середня максимальна температура в регіоні коливається від 27 °C до 30 °C, а середня мінімальна температура становить 18 °C. Середньорічна кількість опадів в регіоні коливається від 800 до 1400 мм. Дощі в регіон надходять з північно-східними та південно-східними вітрами, що дмуть з Індійського океану в період з жовтня по березень. Таким чином, опади в регіоні носять сезонний характер, і обсяг річкового стоку значно коливається протягом року. У 1959 році на Замбезі була побудована гребля Кариба, а у 1974 році було завершено будівництво греблі Кахора-Баса, що значно змінило екологію Замбезі, зменшивши щорічне затоплення її заплав у нижній течії протягом вологого сезону, зменшивши її загальний стік та кількість осаду, що надходить у затоплювані савани.

## Флора
Основними рослинними угрупованнями екорегіону є затоплювані луки і савани та прісноводні заболочені ліси, розподіл яких залежить від ґрунту та тривалості затоплення. На постійно заболочених територіях поширені очеретяні зарості, основу яких складає звичайний очерет (Phragmites australis) та капський рогіз (Typha capensis), а у більш сухих місцевостях їх змінюють трав'янисті луки. Серед трав, що ростуть у сезонно затоплюваних глинистих западинах тандос, слід відзначити різні види гіпарренії (Hyparrhenia spp.), ішемума (Ischaemum spp.) та мишія (Setaria spp.). Серед дерев та кущів, що ростуть у затоплюваних саванах регіону, слід відзначити сливу мобола (Parinari curatellifolia), блискучу уапаку (Uapaca nitida) та гвінейський сизигіум (Syzygium guineense). На берегах річок, озер та лагун ростуть заболочені ліси, в яких переважають китицецвіті баррингтонії (Barringtonia racemosa), водяні фікуси (Ficus verruculosa) та похилі фінікові пальми (Phoenix reclinata). Серед інших рослинних угруповань, що зустрічаються в регіоні, слід відзначити пальмові савани, у яких переважають африканські віялові пальми (Borassus aethiopum), мангрові та дюнні ліси, а також мопанові та міомбові рідколісся.

## Фауна
Дельти та прибережні водно-болотні угіддя, як правило, вирізняються високим біорізноманіттям, оскільки вони, перебуваючи на межі між наземним, прісноводним та морським середовищами, включають різноманітні середовища існування. водно-болотні угіддя цього екорегіону не є винятком. Дельта Замбезі характеризується найбільшим різноманіттям природних середовищ в усьому басейні Замбезі, що відображається у великому різноманітті ссавців та птахів, що мешкають в ній.
Хоча у водно-болотних угіддях екорегіону було зареєстровано велике розмаїття ссавців, будівництво гребель на Замбезі в поєднанні з тривалою громадянською війною, що точилася в Мозамбіку з 1977 по 1992 роки, призвело до майже повного зникнення в регіоні саванних слонів (Loxodonta africana) та чорних носорогів (Diceros bicornis). Популяції африканських буйволів (Syncerus caffer), смаглявих кобів (Kobus ellipsiprymnus), великих редунок (Redunca arundinum), бурчеллових зебр (Equus burchelli) та звичайних бегемотів (Hippopotamus amphibius) з кінця 1970-х до початку 1990-х років скоротилися на 90 %.
Крім згаданих вище копитних, у водно-болотних угіддях екорегіону зустрічаються деякі інші травоїдні види ссавців. Між лісами та відкритими луками щорічно мігрують звичайні канни (Taurotragus oryx), яких приваблюють молоді трави, що з'являються на відкритих місцевостях на початку сезону дощів. На противагу їм конгоні Ліхтенштайна (Alcelaphus buselaphus lichtensteinii) та чорні шаблероги (Hippotragus niger), переміщуються на добре зволожені заплавні луки під час сухого зимового періоду, а на початку сезону дощів відступають у рідколісся, що ростуть на більш твердому ґрунті. Орібі (Ourebia ourebi) віддають перевагу менш заболоченим частинам великих заплав, де трави, чагарники та термітники забезпечують їм укриття та урізноманітнюють раціон. Серед інших травоїдних тварин, поширених в регіоні, слід відзначити гривасту ньялу (Tragelaphus angasii), блакитного гну (Connochaetes taurinus), звичайного стенбока (Raphicerus campestris) та африканського бородавочника (Phacochoerus africanus).
Серед великих хижих тварин, поширених в регіоні, слід відзначити лева (Panthera leo), африканського леопарда (Panthera pardus pardus), південноафриканського гепарда (Acinonyx jubatus jubatus) та плямисту гієну (Crocuta crocuta). Раніше тут також зустрічалися гієнові собаки (Lycaon pictus), однак наразі вони в екорегіоні вимерли. Серед менших хижаків, що зустрічаються в регіоні, слід відзначити смугастого шакала (Lupulella adusta), тигрову генету (Genetta tigrina), африканську цивету (Civettictis civetta) та сервала (Leptailurus serval). Також поблизу водойм регіону зустрічаються капські видри (Aonyx capensis), плямистошиї видри (Hydrictis maculicollis), смугасті мунго (Mungos mungo), білохвості мангусти (Ichneumia albicauda) та пухнастохвості мангусти (Bdeogale crassicauda).
Річкові заплави та дельти регіону є важливим місцем зимування та гніздування для багатьох водоплавних та коловодних птахів, таких як африканські лелеки-молюскоїди (Anastomus lamelligerus), сенегальські ябіру (Ephippiorhynchus senegalensis) та рожеві пелікани (Pelecanus onocrotalus). Хоча ендемічні птахи в екорегіоні відсутні, відомо, що у басейні Замбезі мешкає близько 95 % світової популяції білошиїх журавлів (Grus carunculata). 120 пар цих рідкісних птахів гніздяться в дельті Замбезі. Серед інших рідкісних видів птахів, що зустрічаються в регіоні, слід відзначити великого баранця (Gallinago media), що гніздиться в північній Євразії і зимує на луках регіону, африканського водоріза (Rynchops flavirostris), основна популяція якого мешкає в басейні Замбезі, та малого фламінго (Phoeniconaias minor). В заболочуваних лісах екорегіону зустрічаються рідкісні сіроброві акалати (Sheppardia gunningi).
Серед поширених в екорегіоні плазунів слід відзначити нільського крокодила (Crocodylus niloticus), нільського варана (Varanus niloticus) та південноафриканські пітони (Python natalensis). Ендеміками екорегіону є пунгвейські стрункі сліпуни (Leptotyphlops pungwensis), а майже ендемічними його представниками — заплавні водяні змії (Lycodonomorphus obscuriventris), карликові вовчі змії (Lycophidion nanum) та мозамбіцькі гадюки (Proatheris superciliaris). Серед поширених в регіоні амфібій слід відзначити ніжну листоподібну жабу (Afrixalus delicatus).
Низький рівень ендемізму флори та фауни екорегіону може бути наслідком відносно нещодавнього формування цих водно-болотних угідь. Існують деякі припущення щодо палеогеографії басейну Замбезі, але загальний консенсус полягає в тому, що дельта Замбезі є відносно молодою, і тому для появи ендемічної біоти не було достатньо часу. Проте водно-болотні угіддя та дельти Пунгве та Бузі можуть бути набагато старшими, і саме тут можна знайти ендемічні види та види з обмеженим ареалом. Слід зазначити, що фауна та флора екорегіону недостатньо досліджені; це особливо вірно для водно-болотних угідь Пунгве, Бузі та Саве. Таким чином, низькі показники ендемізму можуть, принаймні частково, пояснюватися недостатнім дослідженням регіону.

## Збереження
Оцінка 2017 року показала, що 6212 км², або 32 % екорегіону, є заповідними територіями. Природоохоронні території включають Національний заповідник Маромеу та Національний парк Горонгоса.